# روجر فوتس
روجر فوتس (بالإنجليزية: Roger Fouts)‏ هو عالم إنسان وأستاذ جامعي وعالم نفس أمريكي، ولد في 8 يونيو 1943 في ساكرامنتو في الولايات المتحدة.

## وصلات خارجية
- روجر فوتس على موقع IMDb (الإنجليزية)